# La Papesse
Pour le film d'horreur de Mario Mercier, voir La Papesse (film).
 (mai 2021).
Si vous disposez d'ouvrages ou d'articles de référence ou si vous connaissez des sites web de qualité traitant du thème abordé ici, merci de compléter l'article en donnant les références utiles à sa vérifiabilité et en les liant à la section « Notes et références ».

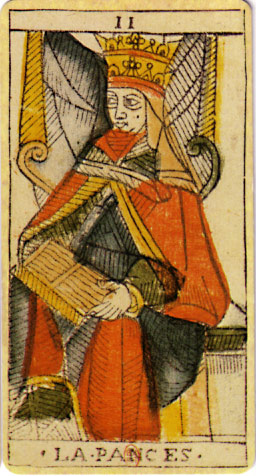
Le numéro 2, du jeu de Jean Dodal (début XVIIIe siècle)

La Papesse est la deuxième carte du tarot de Marseille.
Au sens initiatique, la Papesse symbolise principalement la voie passive : l'activité mentale plutôt que physique.
Au sens divinatoire, la Papesse représente tout ce qui est en rapport avec les études, la formation, l'apprentissage. Elle est donc en relation avec la réflexion, le travail mental et l'analyse. Elle peut aussi représenter une femme exerçant une activité à caractère intellectuel.

## Description et symbolisme

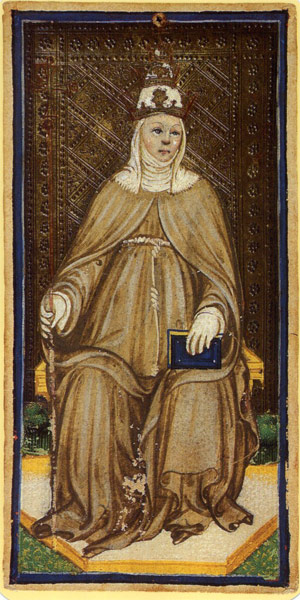
La Papesse, arcane majeur du tarot Visconti dessiné par Bonifacio Bembo, vers 1450. Pierpont Morgan Library, New York, États-Unis.

Ce personnage fait appel à Jeanne la Papesse, celle-ci ayant prétendument été élue pape à Avignon et cela contre la coutume voulant que seul un homme puisse accéder au trône de saint Pierre.
Cette carte représente les choses cachées, la sexualité et le savoir en général, là où le Bateleur est seul, la Papesse annonce le Pape qu'invoque la symbolique du chiffre 2. Le livre indique l'étude. Le Bateleur, d'actif se fait passif (assis) pour l'étude et l'approfondissement de ses intuitions créatrices. Ce qui est caché, c'est ce qui n'est pas encore connu, et qui doit être étudié. La Papesse symbolise l'étudiant qui se doit d'acquérir ce qu'il ne sait pas. De l'enfant vers l'adulte, du passage du vil vers le noble, la Papesse est la volonté de savoir, de l'approfondissement des choses. 
On remarque que la Papesse ne lit pas le livre reposé sur ses genoux, mais est en pleine assimilation, méditation et réflexion analytique sur ce qu'elle vient de lire. Elle est donc connaissance assimilée et concrète, non savoir froid et abstrait.
Son regard est orienté vers la gauche, c'est-à-dire vers le passé. Sa question est "que m'enseignent les écritures sur mes origines?". On retrouve ici la notion de Dharma du bouddhisme.
La richesse de cette lame réside pourtant ailleurs. Il s'agit en effet de la deuxième carte. Le « 1 » du Bateleur est phallique dans sa représentation, c'est l'Adam de la Bible duquel Ève est sortie. La valeur « 2 » quant à elle est considérée comme féminine. Le 2 n'est ici non pas division et opposition, mais harmonie, osmose et complémentarité entre la Papesse et le livre, les deux acteurs de la lame.
Le Bateleur est debout, actif ; la Papesse est assise, passive. Cette passivité est renforcée par la cape bleue (couleur de la passivité) dissimulant une robe rouge (active). C'est le signe d'une grande activité interne, mentale, qui ne se voit pas au premier regard et qui nécessite des investigations pour connaître ce qui fait vivre ce personnage.

Elle doit son titre à la tiare pontificale couleur or qui déborde légèrement du cadre. Elle puise ainsi son inspiration divine (l'or) dans le cosmos. 
Derrière elle sont situées deux colonnes dissimulées sous un voile aux revers couleur chair. Ce sont les colonnes de la connaissance des Francs-maçons, et le voile est celui d'Isis, protégeant des tentations que sont les distractions extérieures.
La Papesse tient sur ses genoux un livre ouvert. Elle est détentrice d'un savoir, disponible à tous, pourvu que l'on se donne la peine de soulever le voile de l'ignorance.
Une autre lecture sur ce voile est celui de la virginité. En effet, la cape bleue dessine autour de sa robe rouge une vulve qui semble accoucher d'un être tenant un livre. Le voile derrière le personnage s'apparente alors à l'hymen et, associé aux colonnes phalliques, renforce cette dualité des genres sexuels.
Le livre qui semble être tenu à l'envers suggère qu'il nous faut nous placer derrière l'épaule de la Papesse pour en lire le contenu, la symbolique rappelle qu'il nous faut aller dans la profondeur des choses pour les comprendre.